# Del Mar Heights (Teksas)
Del Mar Heights je naseljeno mjesto za statističke potrebe u američkoj saveznoj državi Teksas. Prema popisu stanovništva iz 2010. u njemu je živjelo 113 stanovnika.